# Фиваида (эпос)
«Фиваи́да» (греч. Θηβαΐς, Thēbais) — одна из древнегреческих киклических поэм фиванского цикла, написанная предположительно в VIII веке до н. э. Сохранилась только в виде нескольких небольших фрагментов.

## Содержание
«Фиваида», продолжение киклической поэмы «Эдиподия», рассказывала о вражде между сыновьями Эдипа и о походе на Фивы семи пелопоннесских вождей. Эта поэма стала источником материала для греческой лирики и для афинских трагиков, включая Эсхила («Семеро против Фив»), Софокла («Эдип в Колоне») и Еврипида («Финикиянки»). Вероятно, поэтому сама «Фиваида» оказалась забытой. Сохранились только немногие фрагменты, объясняющие, в частности, почему Эдип проклял своих сыновей. Продолжением «Фиваиды» стала поэма «Эпигоны».
«Фиваида» упоминается как один из источников в «Мифологической библиотеке» Псевдо-Аполлодора. Каллин Эфесский приписывал её Гомеру, географ II века Павсаний утверждал, что она не хуже «Илиады» и «Одиссеи».

## Издание на русском языке
- Фиваида. Перевод О.Цыбенко // Эллинские поэты. VIII—III века. до н. э. М.: Ладомир, 1999. С. 109—110.